# Hyrkania (Festung)

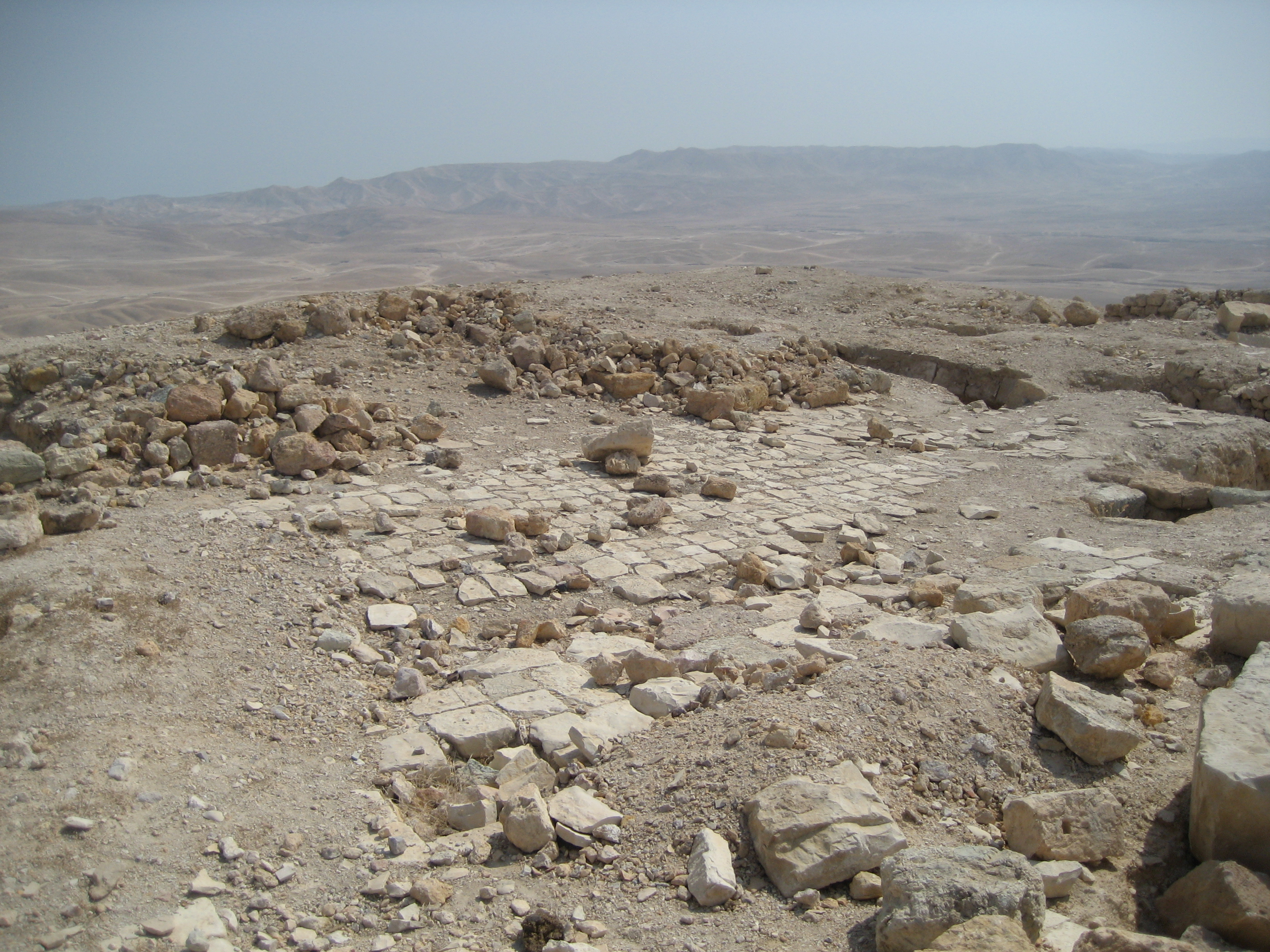
Hyrkania, Ruinen auf dem Burgplateau

Hyrkania (auch Hureqanya, Castellion) war eine makkabäische Festung in Khirbet al-Mird (Chirbet Mird; chirbet el-mird), südöstlich von Jerusalem. Erbaut wurde sie wahrscheinlich vom Hasmonäer Johannes Hyrkanos I. (135–104 v. Chr.). Alexandreion (von Alexander Jannäus), am Westufer des Jordan gelegen, Hyrkania und Machaerus, an der Ostseite des Toten Meeres waren die drei wichtigsten Burgen, die ein Festungsdreieck um das Tote Meer bildeten. Kleinere oberhalb von Jericho gelegene Festungen waren Dok (Dagon) und Kypros.
In den Ruinen von Hyrkania wurde 492 vom Mönchsvater Sabas das Kloster Kastellion gegründet.

## Lage
Hyrkania liegt ca. 15 km südöstlich von Jerusalem am Westrand der Ebene Bukea (auch als „Hyrkania-Tal“ bezeichnet) in der Judäischen Wüste. Jericho im Jordantal ist ebenfalls 15 km entfernt. Bis zum Toten Meer sind es 8 km. Die Überreste der Festung liegen auf einem solitären, nach allen Seiten steil abfallenden, länglichen Hügel, heute „Khirbet el-Mird“ genannt, der den nordöstlich anschließenden Bergen der judäischen Wüste vorgelagert ist, getrennt von ihnen durch einen künstlich auf 35 Meter vertieften Sattel.

## Baustruktur
Der obere Teil des Burgberges erstreckt sich über eine Fläche von 0,3 Hektar und hat die Form eines Mehrecks. Kleinere Ausgrabungen wurden 1960 durchgeführt. Dabei stellte sich heraus, dass die meisten der nur noch spärlich vorhandenen Ruinen aus der byzantinischen Epoche stammen, wobei aber wahrscheinlich Überreste aus der makkabäischen Zeit überbaut bzw. mit in das Mauerwerk einbezogen wurden.
Im Gegensatz hierzu wurden 21 Zisternen sowohl auf dem Gipfel als auch an den Hängen des Burgberges aufgefunden, von denen etliche bereits zu Zeiten der frühen Hasmonäer, andere während der Regierungszeit von König Herodes (40–4 v. Chr.) angelegt wurden. Die Zisternen haben ein Fassungsvermögen von 20.000 Kubikmetern.

## Wasserversorgung
Neben der Nutzung des spärlichen Niederschlags innerhalb des rund 3500 m² umfassenden Mauerrings wurde Hyrkania durch zwei Zuleitungen von Westen her mit Wasser versorgt. Die nur 1950 Meter lange nördliche Leitung aus dem relativ regenarmen Wadi Abu Schaala gehört wahrscheinlich zur hasmonäischen Phase. Die zweite 9 Kilometer lange Leitung aus dem wesentlich regenreicheren Kidrontal ist wahrscheinlich in herodianischer Zeit gebaut worden. Das an den Burgberg herangeleitete Wasser wurde in den großen Zisternen am Berghang außerhalb des Mauerrings aufgefangen. Es musste von dort wie bei den anderen judäischen Wüstenfestungen auch durch Tier- oder Menschenkraft in die höher gelegenen Zisternen innerhalb des Mauerrings geschafft werden. Es gehörte zu den Aufgaben der Burgbesatzung dafür zu sorgen, dass die Zisternen stets gut gefüllt waren.

## Geschichte
Die Burg Hyrkania wird – wie auch die Festung Alexandreion – von dem jüdischen Geschichtsschreiber Flavius Josephus zuerst in Zusammenhang mit der Herrschaft der Königin Salome Alexandra erwähnt, die dort einen Teil „ihrer größten Kostbarkeiten“ aufbewahrte. Wahrscheinlich wurde die Burg aber bereits während der Regierung von König Alexander Jannäus oder sogar von dessen Vater Johannes Hyrkanos I. erbaut, nach dem sie auch benannt worden ist. Wie andere Festungsanlagen in Judäa wurde auch Hyrkania 57 v. Chr. von dem römischen Feldherrn Aulus Gabinius zerstört, um damit dem hasmonäischen Widerstand gegen die Römerherrschaft die Grundlage zu entziehen. Wiederaufgebaut hat die Burg später (nach 37 v. Chr.) König Herodes, der den Platz allerdings 33 v. Chr. erneut von aufständischen Hasmonäern zurückerobern musste. 15 v. Chr. präsentierte Herodes die Anlage seinem hohen römischen Gast, dem Mitregenten des Kaisers Augustus, Marcus Agrippa, als ein Beispiel seiner Bautätigkeit.

## Funktion als Staatsgefängnis
Da König Herodes zeit seiner Regierung in einem unversöhnlichen Gegensatz zu einer Mehrheit seiner Untertanen stand, musste er sein junges Königtum, das er als Idumäer 40 v. Chr. aus den Händen des römischen Senats erhalten hatte, nicht nur gegen äußere, sondern auch gegen innere Feinde schützen. Er widmete daher dem Wiederaufbau der im Lande befindlichen Festungsanlagen aus der makkabäischen Zeit besondere Aufmerksamkeit. Die Burg Hyrkania konnte die Hauptstadt Jerusalem gegen Angriffe von Süden her schützen.
Die relativ abgelegene Festung wurde außerdem von König Herodes auch als Staatsgefängnis genutzt, in dem er seine politischen Gegner festsetzte. Durch diese Funktion wurde der Name des Ortes während der Regierungszeit des Herodes zu einem düsteren Symbol. Die störrische Weigerung des jüdischen Volkes das herodianische Königtum als rechtmäßig anzuerkennen, beantwortete Herodes „mit einem Regime der starken Hand und furchtbarer Härte. Grausam und unter Schrecken hielt der König die Zügel der Herrschaft in der Hand und schrak vor keiner Gewalttat und keinem Blutvergießen zurück, wenn es galt, seine Herrschaft zu sichern“, so der Historiker Abraham Schalit.
Viele der politischen Gegner des Herodes wurden in der Festung Hyrkania hingerichtet und begraben, darunter sein eigener Sohn Antipater († 4 v. Chr.) Am Fuß des östlichen Abhangs des Burgbergs wurden die Überreste eines herodianischen Friedhofs aufgefunden.

## Fotos
- Reisebericht mit Fotos der Festung Hyrkania